# Association Sportive Denguélé
L'Association Sportive Denguélé, più semplicemente noto come Denguélé, è una società calcistica ivoriana con sede nella città di Odienné.
Nel 2006, dopo aver ottenuto un terzo posto in campionato, il club è stato autorizzato a partecipare alla CAF Confederation Cup